# Ammobates lebedevi
Ammobates lebedevi är en biart som beskrevs av Popov 1951. Ammobates lebedevi ingår i släktet Ammobates och familjen långtungebin. Inga underarter finns listade i Catalogue of Life.